# Under Enemy Arms
«Under Enemy Arms» — песня американского рэпера Trippie Redd, выпущенная 29 мая 2019 года в качестве ведущего сингла с его второго студийного альбома !. Продюсерами песни стали MTK и Hammad Beats.

## Видеоклип
Релиз видеоклипа на трек состоялся 31 мая 2019 года на официальном YouTube-канале Trippie Redd. Он был срежиссирован Кристианом Бреслауэром. В видеоклипе Redd играет дьявола, который расстреливает своих врагов и летает верхом на боеголовке. Также в конце клипа появляется 6ix9ine в образе крысы радужного цвета.

## Отзывы
В интернет-журнале HotNewHipHop песня получила оценку «VERY HOTTTTT».

## Чарты
| Чарт (2019)                           | Высшая позиция |
| ------------------------------------- | -------------- |
| США (Billboard Hot 100)               | 94             |
| США (Billboard Hot R&B/Hip-Hop Songs) | 39             |
| Новая Зеландия (RMNZ)                 | 11             |

## Сертификации
| Регион                                                                      | Сертификация | Продажи |
| --------------------------------------------------------------------------- | ------------ | ------- |
| США (RIAA)                                                                  | Золотой      | 500 000 |
| Данные о продажах + прослушиваниях приведены только на основе сертификации. |              |         |